# Metapenaeus tenuipes
Metapenaeus tenuipes är en kräftdjursart som beskrevs av Kubo 1949. Metapenaeus tenuipes ingår i släktet Metapenaeus och familjen Penaeidae. Inga underarter finns listade i Catalogue of Life.